# 13085 Borlaug
13085 Borlaug (tên chỉ định: 1992 HA4) là một tiểu hành tinh vành đai chính. Nó được phát hiện bởi Eric Walter Elst ở Đài thiên văn La Silla ở Chile ngày 23 tháng 4 năm 1992. Nó được đặt theo tên Norman Borlaug, an American agronomist, humanitarian, và Nobel Peace Prize laureate.